# 遺産相続弁護士 柿崎真一
『遺産相続弁護士 柿崎真一』（いさんそうぞくべんごし かきざきしんいち）は、読売テレビ制作・日本テレビ系「木曜ドラマ」枠にて2016年7月7日から9月22日まで放送されたテレビドラマである。主演は三上博史。
2016年8月18日はリオ五輪中継（21時 - 翌1時34分）のため放送休止。なお、この週には森川葵主演のスピンオフ『遺産相続弁護士 丸井華』が制作局および日本テレビにて放映された。

## キャスト

### 主要人物
柿崎 真一（かきざき しんいち）
演 - 三上博史
神奈川県横浜市にある遺産相続専門法律事務所「ラストリクエスト」の弁護士で所長。
かつては辣腕弁護士だったが2年前、とあるトラブルで処分を受けた。
法廷に出ることをなるべく避ける。バツ2で独身で女好きで金儲けが大好き。膨大な借金があるらしく河原井から多額の借金をしている。
口癖は「思いは受け取りました」「安らかにお休みください」。
五木ひろし「よこはま・たそがれ」をよく口ずさむ。
自殺で亡くなった妻・まゆみとの間に娘・みなみがいる。まゆみの死後、まゆみの母親である池上貞子にみなみを預けているが、5年間一度も会っていなかった。だが携帯の番号は知っているようで携帯で連絡を取ることはある。柿崎はまゆみが自殺した理由を知っており、みなみには伝えていなかったが、実はまゆみの浮気が原因だった事を最終話で明らかにした。
華が「馬車道女子大2013年度ミス漏えい」であることを知った上で採用している。

丸井 華（まるい はな）
演 - 森川葵
「ラストリクエスト」で働く新米弁護士。24歳。
柿崎の相棒だが、お金のためにボスの柿崎を裏切ることもしばしば。
携帯電話の着信音は鶏の鳴き声。
柿崎が遺族に故人の真意を伝える解決場面では姿を見せない（第9話を除く）。
馬車道女子大学法学部卒。在学当時、指導教官と寝ることで司法試験問題を入手し、司法試験に合格した。そのため「馬車道女子大2013年度ミス漏えい」と言われていたようである。

### 周辺人物
水谷 美樹（みずたに みき）
演 - 酒井若菜
金持ち相手に商売する完全会員制「リッチマン歯科医院」の歯科開業医。
柿崎のガールフレンドで大人の関係。
リッチなお年寄りの遺産を狙うべく、柿崎を利用している。柿崎の助手を務めることもある。第8話で藤堂宗次が隠した遺言状を柿崎と一緒に探したこともある。
河原井 正（かわらい ただし）
演 - 豊原功補
闇金会社社長。
柿崎に多額の借金を貸し出しており、柿崎から借金を取り立てる。
苗字は「かわらい」と読むが、柿崎や丸井などからは揶揄を込めて「かばらい」「きゃばらい」と呼ばれる。
第3話に登場した津木野芳子とは昔からの顔見知りで幼い頃の憧れであり好意を抱いていた。

### 街の人々
アオザイ
演 - フィフィ
「ラストリクエスト」の事務所に間借りしてサリーと一緒に暮らしている。
サリー
演 - マービンJr.
ヨーコ
演 - 大島蓉子
かつて小学校の音楽教諭だった。
マキ
演 - 一双麻希
ミキ
演 - 伊佐美紀
チンピラ
演 - 森谷勇太
オジサン
演 - 田口主将

### ゲスト
第1話
立花 淳子
演 - 奥菜恵
山岸 倫子
演 - 紫吹淳
山岸 秀雄
演 - 螢雪次朗
めぐみ
演 - 小西キス
田端 健二
演 - 須永慶

第2話
吉田 明日香
演 - 西原亜希
吉田 清彦
演 - 岡山天音
遺山 政次郎
演 - 篠井英介
吉田 源蔵
演 - 田野良樹
堀田 愛子
演 - 山田真歩
吉田源蔵の妻
演 - 徳川美妃

第3話
津木野 卓
演 - 清水綋治
津木野 芳子
演 - 烏丸せつこ
津木野 聡
演 - 山岸門人
津木野 徹
演 - 宮城大樹
津木野 玲子
演 - 黒沢あすか

第4話
富沢 英太郎
演 - 泉谷しげる
木村巡査
演 - 胡蝶英治
柿崎を誤認逮捕してしまう。第8話、第9話、第10話、最終話にも登場。
山本刑事
演 - 樋渡真司
柿崎とは古い付き合いで、誤認逮捕された柿崎を釈放する。第8話、第9話、第10話、最終話にも登場。
平田 璃菜
演 - 篠原ゆき子

第5話
麻生 珠美
演 - 藤本泉
順子
演 - 水原ゆき
霧島 貞世
演 - 町田マリー
霧島 清美
演 - 玄理
殿村
演 - 丹古母鬼馬二
和田弁護士
演 - 高橋修

第6話
桃山 桃太郎
演 - ベンガル
馬車道女子大学法学部の教授。司法試験の問題作成者を務めていた。
松本 宏子
演 - 黒澤はるか
山田 法子
演 - 梶原ひかり
土屋 律子
演 - 三浦透子

第7話
島田 百子
演 - 木下美咲
島田 太一
演 - 中丸新将
島田 美奈子
演 - 銀粉蝶

第8話
藤堂 宗次
演 - 渡辺哲
藤堂 美樹
演 - 梅沢昌代
藤堂 留美子
演 - 中村ゆり

第9話
服部 和子
演 - 福島マリコ
野比 康介
演 - 山崎樹範
野比 謙太
演 - 小椋毅
立花
演 - 沼田爆

第10話
多村 孝子
演 - 高橋ひとみ
多村 優輝
演 - 植木祥平
林田 誠心
演 - 久ヶ沢徹
奥田 隆
演 - 矢柴俊博（青年期：前原滉）
奥田 絵里
演 - 片岡礼子

最終話
柿崎 みなみ
演 - 鈴木梨央（幼少期：矢崎由紗）
柿崎 まゆみ
演 - 西山繭子
池上 貞子
演 - 長谷川稀世

スピンオフ「遺産相続弁護士 丸井華」
杉本 健斗
演 - 小澤亮太

## スタッフ
- 脚本 - 林誠人、杉山嘉一、早野円、田中一彦、加藤淳也、今城文恵、川嶋澄乃
- 演出 - 白川士（ザ・ワークス）、遠藤光貴、青木達也、杉田満
- 音楽 - 井筒昭雄
- 主題歌 - 出雲咲乃「世界のしかけ」[3]
- 技術協力 - フォーチュン
- 美術協力 - テレビ朝日クリエイト
- 撮影 - 金澤賢昌
- 編集 - 長谷川誠
- 音声 - 二瓶尚穂
- 編集 - 足立浩
- 美術 - 池田正直
- 音響効果 - 茂野敦史
- スタイリスト - 直井政信（三上担当）
- ポスプロ - 三友（MITOMO STUDIO）
- 番組宣伝 - 吉田幸平、熊谷有里子（ytv）
- プロデューサー - 田中雅博（ytv）、菊地裕幸、高橋優子（ザ・ワークス）
- チーフプロデューサー - 中村泰規（ytv）
- 制作協力 - ザ・ワークス
- 制作著作 - 読売テレビ

## 放送日程
| 各話                                                                                    | 放送日  | サブタイトル   | 脚本     | 監督     | 視聴率 |
| --------------------------------------------------------------------------------------- | ------- | -------------- | -------- | -------- | ------ |
| Last Request 1                                                                          | 7月07日 | 入れ歯         | 林誠人   | 白川士   | 2.7％  |
| Last Request 2                                                                          | 7月14日 | 化石           | 杉山嘉一 | 白川士   |        |
| Last Request 3                                                                          | 7月21日 | 金メダル       | 早野円   | 遠藤光貴 |        |
| Last Request 4                                                                          | 7月28日 | レコード       | 田中一彦 | 遠藤光貴 |        |
| Last Request 5                                                                          | 8月04日 | 幽霊屋敷       | 加藤淳也 | 白川士   |        |
| Last Request 6                                                                          | 8月12日 | 鍵             | 林誠人   | 青木達也 |        |
| Last Request 7                                                                          | 8月25日 | 宝くじ         | 今城文恵 | 遠藤光貴 |        |
| Last Request 8                                                                          | 9月01日 | 遺言書         | 林誠人   | 白川士   |        |
| Last Request 9                                                                          | 9月08日 | ペット         | 杉山嘉一 | 青木達也 |        |
| Last Request 10                                                                         | 9月15日 | タイムカプセル | 川嶋澄乃 | 遠藤光貴 |        |
| Last Request final                                                                      | 9月22日 | アボカド       | 林誠人   | 白川士   |        |
| 平均視聴率 2.9%（視聴率は関東地区・ビデオリサーチ社調べ、関東地区・世帯・リアルタイム） |         |                |          |          |        |

- 第6話は、前夜の『NEWS ZERO』が10分後拡大のため、10分繰り下げの8月12日金曜日0時9分 - 1時4分に放送された。

### スピンオフ
| 放送日時                                                                                                   | タイトル              | 脚本     | 監督   |
| --- | --------------------- | -------- | ------ |
| 8月19日（金）1:59 - 2:29（読売テレビ【制作局】、18日深夜）8月21日（日）2:40 - 3:10（日本テレビ、20日深夜） | 遺産相続弁護士 丸井華 | 大前智里 | 杉田満 |

## 受賞
- 第5回コンフィデンスアワード・ドラマ賞 主演男優賞（三上博史）[6][7]